# Adesmus divus
Adesmus divus es una especie de escarabajo longicornio del género Adesmus, categorizada en la tribu Hemilophini, de la subfamilia Lamiinae. Fue descrita por Chabrillac en 1857.

## Descripción
Mide 19-22,2 mm de longitud.

## Distribución
Se distribuye por Argentina, Bolivia, Brasil, Colombia, Guayana Francesa y Paraguay.